# Ітон (Джорджія)
Ітон (англ. Eton) — місто (англ. town) в США, в окрузі Маррей штату Джорджія. Населення — 824 особи (2020).

## Географія
Ітон розташований за координатами 34°49′36″ пн. ш. 84°46′0″ зх. д. / 34.82667° пн. ш. 84.76667° зх. д. (34.826598, -84.766780).  За даними Бюро перепису населення США в 2010 році місто мало площу 3,12 км², уся площа — суходіл. В 2017 році площа становила 3,38 км², уся площа — суходіл.

## Демографія
Згідно з переписом 2010 року, у місті мешкало 910 осіб у 266 домогосподарствах у складі 221 родини. Густота населення становила 292 особи/км².  Було 300 помешкань (96/км²).
Расовий склад населення:
| - 73,3 % — білих - 1,6 % — чорних або афроамериканців - 0,5 % — азіатів - 0,1 % — корінних американців - 23,4 % — осіб інших рас |

До двох чи більше рас належало 1,0 %. Частка іспаномовних становила 35,6 % від усіх жителів.
За віковим діапазоном населення розподілялося таким чином: 34,8 % — особи молодші 18 років, 59,2 % — особи у віці 18—64 років, 6,0 % — особи у віці 65 років та старші. Медіана віку мешканця становила 27,7 року. На 100 осіб жіночої статі у місті припадало 102,7 чоловіків;  на 100 жінок у віці від 18 років та старших — 92,5 чоловіків також старших 18 років.
Середній дохід на одне домашнє господарство  становив 56 297 доларів США (медіана — 50 758), а середній дохід на одну сім'ю — 58 404 долари (медіана — 51 932). Медіана доходів становила 41 375 доларів для чоловіків та 28 750 доларів для жінок. За межею бідності перебувало 25,8 % осіб, у тому числі 35,6 % дітей у віці до 18 років та 11,0 % осіб у віці 65 років та старших.
Цивільне працевлаштоване населення становило 467 осіб. Основні галузі зайнятості: виробництво — 48,2 %, освіта, охорона здоров'я та соціальна допомога — 12,0 %, науковці, спеціалісти, менеджери — 11,3 %.